# Helina anthracina
Helina anthracina är en tvåvingeart som beskrevs av Albuquerque 1956. Helina anthracina ingår i släktet Helina och familjen husflugor. Inga underarter finns listade i Catalogue of Life.